# SATEC
O Satélite Tecnológico ou SATEC foi um microssatélite de aplicações científicas, projetado, desenvolvido, construído e testado por técnicos, engenheiros e cientistas brasileiros trabalhando no INPE.

## Características
O objetivo primário do SATEC era testar os equipamentos tecnológicos embarcados no VLS, fornecendo mais informações para futuras aplicações.
O satélite científico SATEC possuia as seguintes características:

### Gerais
- Formato: paralelepípedo com 61 x 66 x 66 cm
- Massa: 65 kg
- Órbita: heliossícrona
- Estabilização: por rotação a 120 rpm
- Precisão: 1 grau
- Altitude: 750 km

### Carga útil
A instrumentação embarcada no SATEC era a seguinte:
- Gerador solar: células de Silício gerando 20 W
- Bateria: Tipo NiCd - 5 Ah
- PCU: com tecnologia serie linear
- Receptor GPS: adaptado para as condições de Vôo
- Transmissor: Banda S com modulação BPSK

## Missão
O SATEC, que tinha uma vida útil estimada de seis meses, foi perdido na explosão do veículo lançador VLS-1 V3, em 23 de Agosto de 2003 numa explosão, três dias antes da data prevista para o lançamento. Esse evento veio a ficar conhecido como Acidente de Alcântara.